# 설운도
설운도(雪雲道, 본명: 이영춘(李英春), 1958년 8월 8일(음력 6월 23일) ~ )는 대한민국의 트로트 가수이다.

## 학력
- 동래원예고등학교 (중퇴)
- 고등학교 졸업학력 검정고시 (합격)
- 동아대학교 체육학과 (졸업)

## 생애
설운도는 1958년 양력 8월 8일 대한민국 부산직할시 해운대구 중동에서 아버지 이상택과 어머니 곽순자의 3남 3녀 중 장남으로 태어났다. 부산한독원예학교(현재의 동래원예고등학교) 재학 중 아버지의 사업 실패로 가정 형편이 어려워지자 돈을 벌기 위해 연탄 배달에 나섰다. 이후 육군에 입대하여 전역한 뒤 1982년 당시 서바이벌 오디션 프로그램이었던 KBS 《신인탄생》에 출연해 프로그램 5주 연속으로 우승하며 데뷔하였다. 데뷔하기 이전에는 '나운도'라는 예명을 사용할 계획이었는데, 나훈아와 같은 최고의 가수가 되자는 뜻, 권투 선수와 같이 인생의 매 라운드에서 열심히 살자는 뜻에서 지어졌다고 한다. 그런데 매니저가 '나씨'라는 성씨가 좋지 않아서 성공하지 못할 것을 예상하고 성씨를 '설씨'로 바꿔서 '설운도'라는 예명을 사용하게 되었다고 한다.
데뷔 이듬해인 1983년에 KBS 특별 생방송 《이산가족을 찾습니다》에 출연하여 데뷔 곡 《잃어버린 30년》을 부르게 되었는데 하루 만에 빅히트를 기록하였다. 《잃어버린 30년》(원작: 남국인, 개작: 박건호/ 작곡: 남국인)은 원래 《아버지께》라는 제목으로 발표된 노래인데 이산가족 생방송을 하는걸 매니저가 보고 작사가 박건호에게 전화를 걸어 하룻밤에 작사 그다음날 녹음 모레에 방송 하루 만에 엄청난 히트를 하여 녹음 후 최단 시일내 히트한 곡으로 기네스북에 기록되었다. 데뷔한 지 얼마되지 않아 이산가족의 설움을 그린 곡 《잃어버린 30년》으로 제3회 KBS 가요대상 7대 가수상을 수상하고 일약 스타덤에 오른 설운도는 1984년 12월에 발표한 정통 트로트 《나침반》(작사: 김상길/ 작곡: 설운도)으로 다시 인기를 이어나갔다.
1986년에 이호섭이 작사하고 본인이 작곡한 정통 트로트 《원점》(작사: 이호섭/ 작곡: 설운도) 을 발표하였지만 크게 알려지지 못하였다. 하지만 3년이 지난 1989년에 《전국노래자랑》연말결선에서 1위를 차지한 오세근 씨가 심장병이 있는 자신의 딸의 치료비를 벌기 위해 출연하였다는 사연을 전하였는데 《전국노래자랑》에서 《원점》을 부르는 참가자가 많아지며 이 곡이 히트하게 되었다. 하지만 설운도는 매니저의 부재로 방송에 출연하지 못해서 계속 무명 시절을 보내야만 하였다. 1988년 12월에는 국내 가수 최초로 중국 교포들의 초청을 받아 연변에서 단독 콘서트를 개최하였다. 1989년 5월에는 일본 NHK TV의 인기 엔카 가요프로그램에 조용필과 나훈아 다음으로 일본에 진출하였으나 역시 큰 성과를 얻지 못하였다. 1989년에 경쾌한 폭스트롯 《마음이 울적해서》(작사: 정월하/ 작곡: 김정일), 1990년에 정통 트로트 《혼자이고 싶어요》(작사: 이수진, 작곡: 설운도)를 발표하여 가수 활동을 하였으나 발표 당시 아무런 인기를 얻지 못하였고 이후에 히트하여 제 3회 고복수 가요제 남자 가수상, MBC 10대 가수상을 수상하였다.
설운도는 트로트라는 장르를 통해 다양성있게 새롭게 변화를 준 노래들을 주로 불렀는데 1991년에 차차차와 트로트가 어울러진 《다함께 차차차》(작사: 김병걸/ 작곡: 이호섭)를 발표하였다. 이 곡의 작곡을 맡았던 이호섭은 "설운도가 새벽에 갑자기 찾아와서 곡이 있으면 달라는 부탁을 하여 10분도 안되어 악보를 완성하였고, 작사를 맡았던 김병걸 역시 10분도 되지 않아 작사를 마쳤다. 그리고 편곡 담당이었던 송태호 또한 10분도 안되어 편곡을 마쳐서 《다함께 차차차》는 1시간도 지나지 않아 완성되었다."라고 밝혔다. 발표 초반에 이 노래를 들은 평론가들은 "무슨 곡 수준이 이 모양이냐."라고 평가절하했으나, 경제파동이 있었던 당시 상황과 맞물려 이 곡은 남녀노소를 불문하고 많은 인기를 얻게 되어 2년 연속으로 MBC 10대 가수상을 수상하는 영광을 누렸다. 1992년에는 히트곡 《여자 여자 여자》(작사: 이수진, 작곡: 설운도)로 제 7회 골든 디스크 골든디스크상, 제 3회 대한민국 영상음반대상 본상을 1995년에는 삼바와 트로트가 조합된 《쌈바의 여인》(작사: 이수진, 작곡: 설운도)이 히트하여 제 2회 대한민국 연예예술상 전통가요 가수상, 제11회 골든 디스크 본상을 수상하는 영광을 누렸다. 1997년에 발표한 《사랑의 트위스트》는 댄스 트로트로 당시 트위스트 춤이 유행하여 제4회 대한민국 연예예술상 청소년 가수상을 수상하며 당시 청소년들에게 인지도가 높아졌다.
데뷔 후 꾸준히 대중들의 인기를 얻은 설운도는 1990년대부터 현철, 송대관, 태진아와 나란히 어깨를 견주며 트로트 4대 천왕으로서 트로트를 부활시키는데 결정적인 역할을 하였다. 특히 설운도는 주로 반짝이 의상을 입고 무대에 올라 대중들에게 반짝이 의상하면 생각나는 가수로 꼽혔다.
2004년에는 《춘자야》(작사: 이수진/ 작곡: 설운도)가 인기를 얻으며 당시 혜성처럼 나타나 전국에 일명 "어머나 열풍"을 일으켜 트로트의 세대 교체를 이룬 장윤정을 제치고 성인가요 프로그램 ITV 성인가요 《베스트 30》, 《전국 TOP 10 가요쇼》에서 1위를 하였다. 2010년에는 부산 금정구를 찬양하는 곡인 《내 사랑 금정》(금정구 구민들/설운도) 을 발표하였고 2011년에 〈추억 속으로〉(이수진/설운도)를 발표하였는데 이 노래 역시 즐거운 노래로 크게 인기를 얻었다. 2013년에는 지난 1992년에 발표된 〈미련의 블루스〉(이수진/정원수) 가 인터넷과 SNS를 통해 전파되어 전국 노래교실 신청곡이 쇄도하여 리메이크해서 다시 녹음하였다.
주요 히트곡으로 잃어버린 30년, 나침반, 원점, 삼바의 여인, 사랑의 트위스트, 누이, 추억속으로 등이 있다.

## 데뷔
- 1982년 KBS 《신인탄생》

## 음반
| 번호 | 음반 정보                                 | 트랙 리스트 |
| ---- | ----------------------------------------- | --- |
| 1    | 《설운도 1집》 - 발매일 : 1983년 7월      | 1. 잃어버린 30년(작사 박건호/작곡 남국인) 2. 잊어야할 사람 3. 언제나 당신 4. 어차피 떠난 사람(김동찬/김수환/한민(원곡)) 5. 너무합니다(윤향기(작사/작곡)/김수희(원곡)) 6. 일편단심(남국인(작사/작곡)) 7. 나룻배 8. 인생길 9. 가실래 10. 한잔 11. 파도(이인선/김영종/배호(원곡)) 12. 어허야 둥기둥기 (건전가요) |
| 2    | 《설운도 2집》 - 발매일 : 1984년 12월     | 1. 이별의 기적소리 2. 나의 사랑 3. 인생 길목 4. 경복궁의 봄 5. 울지 않을래 6. 돌고 도는 인생 7. 나침반(작사 김상길/작곡 이유림) 8. 이별의 기로 9. 아쉬운 이별 10. 파고다 |
| 3    | 《설운도 3집》 - 발매일 : 1986년 3월      | 1. 원점(작사 이호섭/작곡 설운도) 2. 내 인생의 마지막 여인 3. 나침반(작사 김상길/작곡 이유림) 4. 서글판 애정 5. 여름은 가고 6. 그 사랑 그냥 그대로 7. 사랑의 문 8. 메마른 입술 9. 유월의 사과밭 10. 친구야 힘을 내 11. 울고 싶은 소녀 12. 빛나는 코리아 13. 정화의 노래 (건전가요) |
| 4    | 《설운도 4집》 - 발매일 : 1987년 4월      | 1. 내 고향은 원산만(작사 박건호/작곡 설운도) 2. 남자의 눈물 3. 이별의 국제공항 4. 그대 그림자 5. 멀어진 사랑 6. 마지막 한마디 7. 마파람 8. 당신은 나의 의사예요 9. 사랑과 애정 10. 영원 속으로 11. 한강의 노래 12. 평화의 노래 13. 이나라 주인이 되어 (건전가요) |
| 5    | 《설운도 5집》 - 발매일 : 1989년 4월      | 1. 마음이 울적해서(작사 정월하/작곡 김정일) 2. 서울역 3. 웃으며 돌아와요 4. 못 잊을건 정 5. 창가에 6. 계절에 내리는 마지막 비처럼 7. 타향의 모정 8. 원점(작사 이호섭/작곡 설운도) 9. 흙에 살리라(홍세민(원곡)) 10. 나침반(작사 김상길/작곡 이유림) 11. 잃어버린 30년(작사 박건호/작곡 남국인) 12. 마지막 블루스 |
| 6    | 《설운도 6집》 - 발매일 : 1990년 6월      | 1. 혼자이고 싶어요(작사 이수진/작곡 설운도) 2. 숙명 3. 무교동의 밤 4. 핑계 5. 허상 6. 항구의 나그네 7. 후회하지 않겠어요 8. 체면 때문에 9. 생각 말아요 10. 내 고향이 최고야 11. 인생은 게임 12. 말없이 떠나가주오 |
| 7    | 《설운도 7집》 - 발매일 : 1991년 9월      | 1. 다함께 차차차(작사 김병걸/작곡 이호섭) 2. 돌아돌아 올꺼야 3. 타인이 되버린 당신 4. 떠나가는 배 5. 빨간 립스틱 6. 사나이 엘리지 7. 이별의 블루스 8. 타인 9. 숙명 10. 말없이 떠나가주오 |
| 8    | 《설운도 8집》 - 발매일 : 1992년 6월      | 1. 여자 여자 여자(작사 이수진/작곡 설운도) 2. 노량대교 3. 내 사랑도 가져 가세요 4. 마라도 블루스 5. 38선에 꽃이 피면 6. 사나이 룸바(작사 이호섭/작곡 이호섭) 7. 미련의 블루스(작사 이수진/작곡 정원수) 8. 창밖에는 오늘도 비 9. 슬픈 행복 10. 그냥 가세요 |
| 9    | 《설운도 9집》 - 발매일 : 1995년          | 1. 쌈바의 여인(작사 이수진/작곡 설운도) 2. 여자 여자 여자(작사 이수진/작곡 설운도) 3. 노량대교 4. 내 사랑도 가져 가세요 5. 마라도 블루스 6. 38선에 꽃이 피면 7. 사나이 룸바 8. 미련의 블루스(작사 김경아/작곡 정원수) 9. 창밖에는 오늘도 비 10. 슬픈 행복 11. 그냥 가세요 |
| 10   | 《설운도 10집》 - 발매일 : 1997년 9월 1일 | 1. 사랑의 트위스트(작사 이수진/작곡 설운도) 2. 고향 하늘 3. 나의 사랑 4. 하파데이 5. 다시 찾은 그대 6. 하얀 백두산 7. 나만은 사랑해줘요 8. 희야 9. 첫눈에 반한 그대 10. 그대와의 탱고 11. 보랏빛 엽서(작사 김연일/작곡 설운도) 12. 상처 |
| 11   | 《설운도 11집》 - 발매일 : 1999년 6월     | 1. 누이(작사 이수진/작곡 설운도) 2. 재회(작사 이수진/작곡 설운도) 3. 사랑의 탱고 4. 나의 어머님 5. 잊혀진 세월 6. 슬픈 여자 7. 땅끝에서 8. 재즈 카페에서 9. 내 인생을 위하여 10. 허상(작사 장경수/작곡 이유림) 11. 아쉬운 세월 12. 작은 행복 |
| 12   | 《설운도 12집》 - 발매일 : 2002년 7월     | 1. 갈매기 사랑(작사 이수진/작곡 설운도) 2. 귀여운 여인(작사 이유림/작곡 설운도) 3. 연극같은 사랑 4. 마지막의 사랑 5. 아카사카 아가씨 6. 나비캍은 사랑 7. 추억의 그림자 8. 약속 9. 추억 10. 나만의 여인(작사 이유림/작곡 설운도) |
| 13   | 《설운도 13집》 - 발매일 : 2004년 7월     | 1. 춘자야(작사 이수진/작곡 설운도) 2. 고백(작사 이경원/작곡 설운도) 3. 못다한 사랑 4. 갈매기 사랑(작사 이수진/작곡 설운도) 5. 약속 6. 누이(작사 이수진/작곡 설운도) 7. 아카사카 아가씨 8. 쌈바의 여인(작사 이수진/작곡 설운도) 9. 사랑의 트위스트(작사 이수진/작곡 설운도) |
| 14   | 《설운도 14집》 - 발매일 : 2010년 5월     | 1. 장미같은 여자(작사 이수진/작곡 설운도) 2. 누이(작사 이수진/작곡 설운도) 3. 귀여운 여자(작사 이유림/작곡 설운도) 4. 그런 여자 없나요(작사 이수진/작곡 설운도) 5. 갈매기 사랑(작사 이수진/작곡 설운도) 6. 애인이 돼 주세요(작사 이수진/작곡 설운도) 7. 원점(작사 이호섭/작곡 설운도) 8. 잃어버린 30년(작사 박건호/작곡 남국인) 9. 쌈바의 여인(작사 이수진/작곡 설운도) 10. 나만의 여인(작사 이유림/작곡 설운도) 11. 다함께 차차차(작사 김병걸/작곡 이호섭) 12. 사랑의 트위스트(작사 이수진/작곡 설운도) 13. 장미같은 여자 (MR) |
| 15   | 《설운도 15집》 - 발매일 : 2011년 4월     | 1. 추억속으로(작사 이수진/작곡 설운도) 2. 장미같은 여자(작사 이수진/작곡 설운도) 3. 누이(작사 이수진/작곡 설운도) 4. 귀여운 여자(작사 이유림/작곡 설운도) 5. 갈매기 사랑(작사 이수진/작곡 설운도) 6. 애인이 돼 주세요(작사 이수진/작곡 설운도) 7. 원점(작사 이호섭/작곡 설운도) 8. 잃어버린 30년(작사 박건호/작곡 남국인) 9. 쌈바의 여인(작사 이수진/작곡 설운도) 10. 나만의 여인(작사 이유림/작곡 설운도) 11. 다함께 차차차(작사 김병걸/작곡 이호섭) 12. 사랑의 트위스트(작사 이수진/작곡 설운도) 13. 추억속으로 (MR)          |

## 대표작
설운도는 1984년부터 작곡을 시작하여 자신의 히트곡 중에서도 대부분은 설운도가 작곡하고 그의 아내 이수진이 작사를 하였다.
- 1984년: 설운도 - 《나침반》(작사: 김상길/ 작곡: 설운도)
- 1986년: 설운도 - 《원점》(작사: 이호섭/ 작곡: 설운도)
- 1990년: 설운도 - 《혼자이고 싶어요》(작사: 이수진/ 작곡: 설운도)
- 1992년: 설운도 - 《여자 여자 여자》(작사: 이수진/ 작곡: 설운도)
- 1994년: 설운도 - 《너만을 사랑했다》(작사: 장경수/ 작곡: 설운도)
- 1994년: 문희옥 - 《해변의 첫사랑》(작사: 이수진/ 작곡: 설운도)
- 1995년: 설운도 - 《쌈바의 여인》(작사: 이수진/ 작곡: 설운도)
- 1997년: 설운도 - 《사랑의 트위스트》(작사: 이수진/ 작곡: 설운도)
- 1997년: 설운도 - 《보라빛 엽서》(작사: 김연일/ 작곡: 설운도)
- 1998년: 양금석 - 《파랑새》(작사: 설운도/ 작곡: 설운도)
- 1998년: 김혜연 - 《더 늦기 전에》(작사: 서판석/ 작곡: 설운도)
- 1999년: 설운도 - 《누이》(작사: 이수진/ 작곡: 설운도)
- 2000년: 최영철 - 《함경도 트위스트》(작사: 최영철/ 작곡: 설운도)
- 2000년: 서수남 - 《내 사랑 당신께》(작사: 서수남/ 작곡: 설운도)
- 2001년: 박주희 - 《럭키》(작사: 홍상기/ 작곡: 설운도)
- 2001년: 설운도 - 《애인이 돼 주세요》(작사: 설운도/ 작곡: 설운도)
- 2002년: 설운도 - 《갈매기 사랑》(작사: 이수진/ 작곡: 설운도)
- 2002년: 박윤경 - 《꼭 한번만》(작사: 설운도/ 작곡: 설운도)
- 2003년: 문희옥 - 《미스터 박》(작사: 이수진/ 작곡: 설운도)
- 2004년: 하동진 - 《사랑을 한번 해보고 싶어요》(작사: 설운도/ 작곡: 설운도)
- 2004년: 설운도 - 《춘자야》(작사: 이수진/ 작곡: 설운도)
- 2005년: 우연이 - 《우연히》(작사: 설운도/ 작곡: 설운도)
- 2007년: 권성희 - 《허상》(작사: 장경수/ 작곡: 설운도)
- 2009년: 오은정 - 《서울아가씨》(작사: 설운도/ 작곡: 설운도)
- 2009년: 서지오 - 《하니하니》(작사: 설운도/ 작곡: 설운도)
- 2010년: 설운도 - 《장미같은 여자》(작사: 이수진/ 작곡: 설운도)
- 2011년: 하동진 - 《나니깐》(작사: 설운도/ 작곡: 설운도)
- 2011년: 설운도 - 《추억속으로》(작사: 이수진/ 작곡: 설운도)
- 2013년: 우연이 - 《몰랐네》(작사: 설운도/ 작곡: 설운도)
- 2014년: 설운도 - 《보고싶다 내 사랑》(작사: 이수진/ 작곡: 설운도)
- 2015년: 우연이 - 《그 남자》(작사: 이수진/ 작곡: 설운도)
- 2016년: 박진선 - 《이제부터야》(작사: 이수진/ 작곡: 설운도)
- 2018년: 설운도 - 《사랑이 이런건가요》(작사: 이수진/ 작곡: 설운도)
- 2021년: 임영웅 - 《별빛 같은 나의 사랑아》(설운도가 임영웅에게 선물한 곡이다.)

## 출연작

### 드라마
- 2015년 Mnet 뮤직드라마 《칠전팔기 구해라》 - 심사위원 역
- 2013년 MBC 일일드라마 《오로라 공주》 - 백도 역
- 2009년 MBC 특별기획 주말드라마 《보석비빔밥》 - 설황도 역
- 2008년 MBC 일일시트콤 《그분이 오신다》 - 설운도 역
- 2001년 SBS 일요시트콤 《여고시절》 - 설운도 역
- 2001년 MBC 청춘시트콤 《뉴 논스톱》 - 김도협 역
- 1993년 SBS 공개드라마 《사랑은 생방송 - 오월동주 편》 - 설운도 역

### 방송
- MBC 교양프로그램《타임머신》- 게스트, 집단따돌림을 당한 일본 학생이 상담기관에 자사를 하겠다는 이야기만 남기고 전화를 끊었는데, 일본에서 존경받는 가수가 "자사를 하지 마"라고 격려하는 손짓을 남기는 장면을 설운도 씨가 출연하여 재연함. 다행히 학생이 전광판에서 가수의 노래와 손짓을 보고 위로를 받고 살겠다는 이야기를 남겼다.

- MBC 《도전 추리 특급》
- MBC 《일요일 일요일 밤에》- 몰래카메라 출연
- KBS2 → KBS1 《가족오락관》 - 게스트 다수 출연
- KBS1 《전국노래자랑》, 《가요무대》 - 초대가수 다수 출연
- KNN 《쑈! TV유랑극단》 - 초대가수 출연
- 《전국 톱 10 가요 쇼》 - 초대가수 다수 출연
- MBC 《세상을 바꾸는 퀴즈》 - 게스트
- SBS 《쇼! 노래하는 대한민국》 - 진행
- Mnet 《트로트 엑스》 - 심사위원
- SBS 《보컬 전쟁 : 신의 목소리》 - 심사위원
- MBC 《마이 리틀 텔레비전》 - 출연자
- MBC 《미스터리 음악쇼 복면가왕》 - 나는야 웃기는 짬뽕
- MBC 《은밀하게 위대하게》
- KBS2 《슈퍼맨이 돌아왔다》(특별출연)
- 채널A 《행복한 아침》(게스트)
- KBS1 《TV는 사랑을 싣고》(게스트)
- SBS 《트롯신이 떴다》 고정출연
- TV조선 《내일은 미스터트롯》 레전드 출연
- KBS2 《트롯 전국체전》 고정출연
- 지역민영방송 《테마스페셜》 출연
- SBS 《신발 벗고 돌싱포맨》 출연
- KBS1 《전국노래자랑》 국민 MC 송해 추모특집
- TV조선 《아바드림》 - 드리머 (마! 드로스 아이가)
- MBN 《불타는 트롯맨》

### CF
- 2000년 《피자헛 치즈크러스트 피자》
- 1997년 《동화약품 판콜 에스》
- 1996년 《피자헛 치즈크러스트 피자》(With. DJ DOC)

## 수상
- 2023년 제31회 대한민국 문화연예대상 성인가요 대상
- 2020년 제1회 트롯어워즈 트롯 100년 가왕상
- 2019년 팝켓 아시아 뮤직 어워드 10대 가수상
- 2012년 제12회 대한민국 전통가요대상 남자 7대가수상
- 2012년 미국 대통령 자원봉사상
- 2011년 제1회 대한민국 다문화예술대상 10대 예술인상
- 2011년 제1회 한국음악저작권대상 싱어송라이터상
- 2010년 제11회 대한민국 연예문화상 문화대상
- 2009년 제9회 자랑스런 한국인대상 대중가요 부문
- 2009년 제17회 대한민국 문화연예대상 10대 가수상
- 2008년 제15회 대한민국 연예예술상 대상
- 2007년 제15회 한국인기연예대상 전통가수대상
- 2006년 제1회 SBS 가요대축제 본상
- 2005년 제24회 KBS 가요대상 올해의 가수상
- 2004년 제8회 SBS 가요대전 트로트 부문상
- 2003년 제7회 SBS 가요대전 트로트 부문상
- 2000년 제15회 골든 디스크 트로트상
- 1999년 제6회 대한민국 연예예술상 전통가요 가수상
- 1999년 한국방송공사 올해의 가수상
- 1999년 제10회 대한민국 영상음반대상 골든디스크 본상
- 1999년 제14회 골든 디스크 본상
- 1998년 제5회 대한민국 연예예술상 전통가요 가수상
- 1998년 제13회 골든 디스크 본상
- 1997년 문화체육부 장관 표창
- 1997년 제10회 서울가요대상 특별상
- 1997년 제24회 한국방송대상 개인부문 남자가수상
- 1997년 제4회 대한민국 연예예술상 청소년가요 가수상
- 1997년 제12회 골든 디스크 본상
- 1996년 문화체육부 선정 96 오늘의 젊은 예술가상
- 1996년 제15회 KBS 가요대상 본상
- 1996년 제11회 골든 디스크 본상
- 1995년 제2회 대한민국 연예예술상 전통가요 가수상
- 1995년 제10회 골든 디스크 본상
- 1994년 제9회 골든 디스크 본상
- 1993년 제8회 골든 디스크 골든디스크상
- 1992년 제3회 대한민국 영상음반대상 본상
- 1992년 MBC 한국가요제전 올해를 빛낸 10인의 스타상
- 1992년 제11회 KBS 가요대상 본상
- 1992년 제7회 골든 디스크 골든디스크상
- 1990년 MBC 10대 가수상
- 1990년 제3회 고복수 가요제 남자 가수상
- 1983년 제3회 KBS 가요대상 7대 가수상
- 1974년 MBC 아마추어 노래자랑 최우수상